# Louis Moinet
Louis Moinet, né à Bourges en 1768 et mort à Paris le 21 mai 1853, est l'inventeur du chronographe.

## Biographie
Horloger et peintre français originaire d’une famille d’agriculteurs fort aisés, Louis Moinet réalisa en 1816 la première exécution du chronographe - qu'il baptisa alors « compteur de tierces » -, soit six ans avant Nicolas Matthieu Rieussec et son chronographe encreur.

### L’Art
Dès son plus jeune âge, Louis Moinet s’intéresse à l’horlogerie. Au collège, il se fait remarquer par une grande facilité et remporte tous les premiers prix lors des concours. Sa passion pour l’horlogerie le pousse à passer tout son temps libre chez un maître-horloger. Un peintre italien lui sert également de maître de dessin privé. Âgé de vingt ans, Louis Moinet ne rêve que d’Italie, cette terre classique des beaux-arts. Il quitte la France pour Rome, ville qu’il habite durant cinq ans et étudie l’architecture, la sculpture et la peinture. Il fait la connaissance des membres de l’Académie de France, qui regroupe les plus grands artistes de l’époque.
De Rome, il va à Florence et s’initie à la gravure artistique de pierres fines, dans un atelier offert par le comte Manfredini, ministre du grand-duc de Toscane. Il y peint également plusieurs tableaux.
De retour à Paris, il est nommé professeur à l’Académie des beaux-arts, au Louvre. Il devient membre de plusieurs sociétés savantes et artistiques, et collabore avec d’éminents artistes, tels l’astronome Lalande, le bronzier Thomire et Robert-Houdin, l’habile constructeur d’automates qui est considéré comme « le rénovateur de l’art magique ».

### La haute horlogerie
Parallèlement, il se livre à l’étude théorique et pratique de l’horlogerie, cet art qu’il aime déjà passionnément. Il renoue le contact avec son ancien professeur. Très rapidement, l’élève devient le maître.
Dès 1800, l’horlogerie réclame tout son temps. Il passe de longs séjours en Suisse, des montagnes du Jura à la vallée de Joux. Il y rencontre d’illustres horlogers, dont Jacques-Frédéric Houriet, et acquiert ses instruments et outils d’horlogerie.
Louis Moinet est nommé président de la Société chronométrique de Paris, qui regroupe certains des plus grands talents de l’époque, et dont le but est « le développement et l’encouragement de l’horlogerie, l’une des plus belles sciences de l’esprit humain ». Dans ce cadre, il entretient des rapports fréquents avec ses confrères : Louis Berthoud, Antide Janvier, Louis-Frédéric Perrelet, Joseph Winnerl ou encore Vulliamy, l’horloger du Roi à Londres.

## Les œuvres et les clients de Louis Moinet

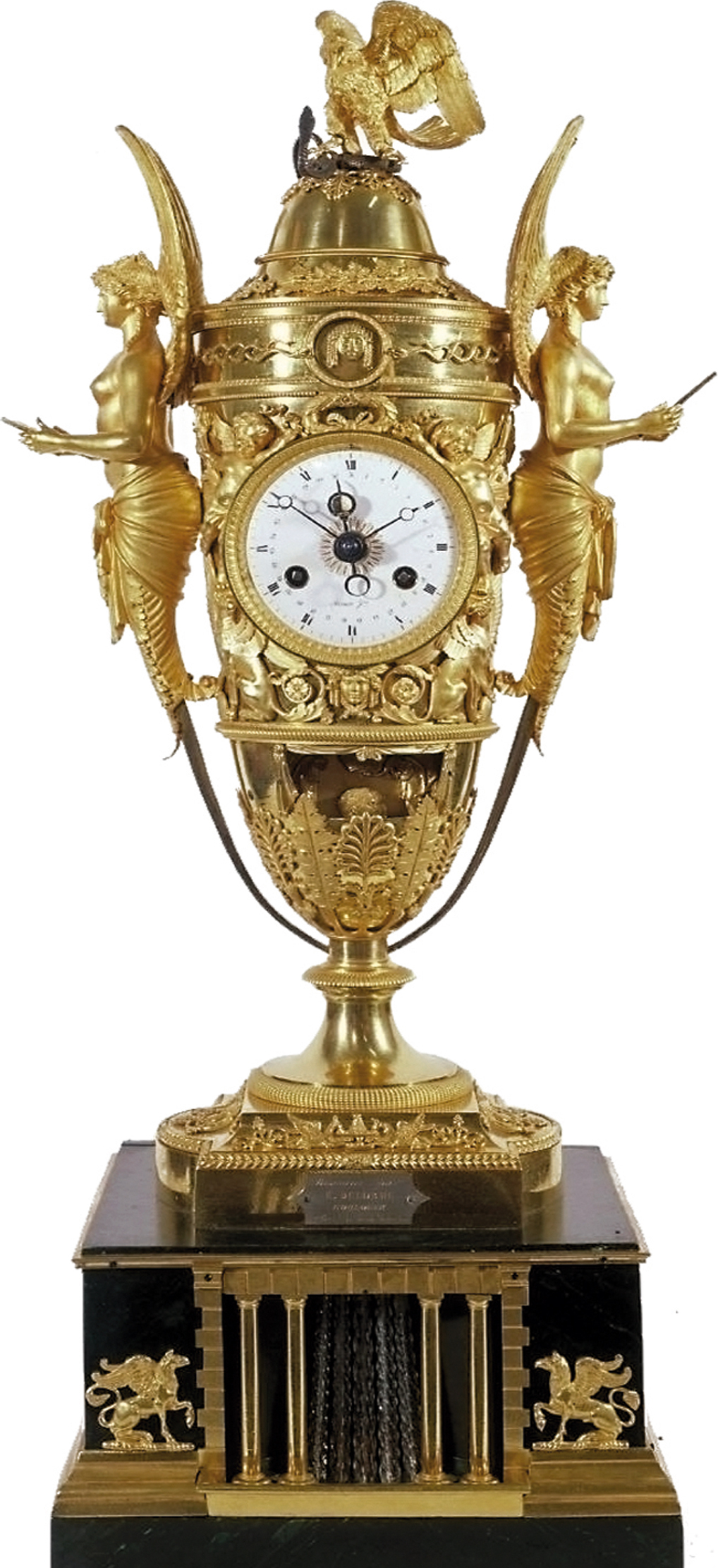
Horloge de Napoléon
réalisée en 1806 par Louis Moinet.

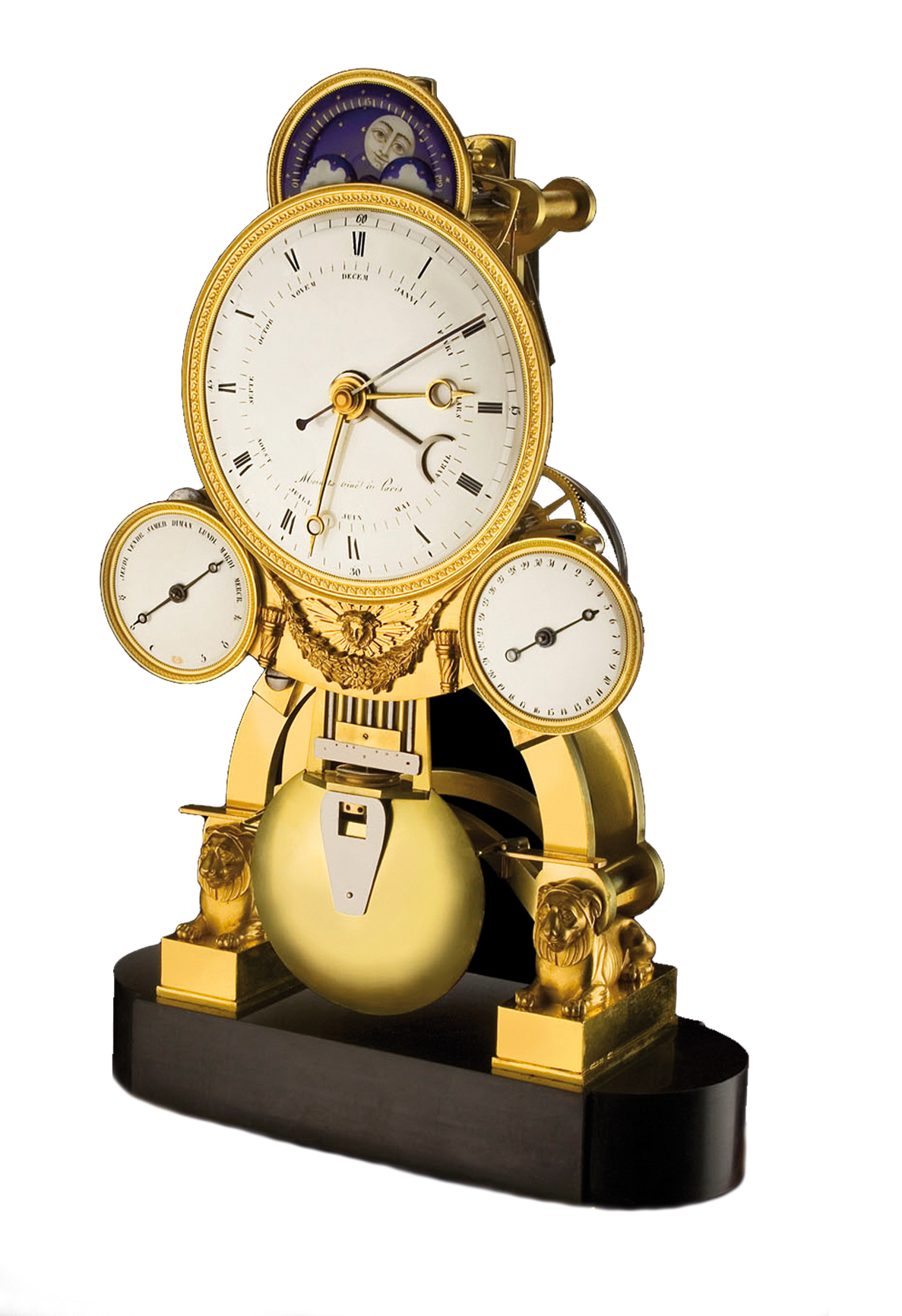
Horloge du maréchal Murat, roi de Naples. Réalisée en 1810 par Louis Moinet

Louis Moinet collabore étroitement avec le grand Abraham-Louis Breguet, et ceci durant de nombreuses années. Il en est l’ami proche, le confident et conseiller intime. Les deux hommes partagent la même passion de l’art horloger.
Durant sa vie, Louis Moinet a créé d’extraordinaires pendules pour les personnages importants de son temps : Napoléon Bonaparte, les présidents américains Thomas Jefferson et James Monroe, le roi d’Angleterre George IV, le maréchal Ney ainsi que de nombreuses têtes couronnées à travers l’Europe entière. Ces pendules, réalisées en collaboration avec le célèbre bronzier Thomire, révèlent d’extraordinaires histoires.

### Napoléon Bonaparte
La pendule de Napoléon a été réalisée en 1806. Équipée d’un mouvement de huit jours, elle donne les heures, les minutes et la date. Sa grande originalité lui vient d’un exceptionnel mécanisme indiquant la phase de lune à l’intérieur de l’aiguille des jours, et ceci à l’aide d’une minuscule bille en ivoire. En outre, Napoléon et l’impératrice Joséphine se voient couronnés dès que la boîte à musique est mise en marche. Pour cela, un ingénieux automatisme vient placer la couronne impériale sur leurs têtes.

### Thomas Jefferson
Signataire de la Déclaration d’Indépendance et également ambassadeur des États-Unis à Paris, il y fait la connaissance de Louis Moinet, et lui spécifie ses trois critères pour la création de son œuvre d’art : beauté, durabilité et utilité. Sa pendule l’a accompagné durant ses deux mandats à la Maison-Blanche et jusqu’à la fin de sa vie.

### James Monroe
La pendule de James Monroe fait partie des objets originaux de la Maison-Blanche. Elle a été achetée à Paris en 1817, ainsi que d’autres objets décoratifs, afin d’orner la Maison-Blanche qui avait été incendiée par les Anglais en 1814, puis reconstruite par l’architecte James Hoban. Une grande partie de ce mobilier d’origine s’est perdu au fil du temps, et il ne subsiste aujourd’hui qu’une poignée de ces témoins du passé, dont la fameuse pendule « Minerva », de Moinet et Thomire.

### Ernst August
Cette pendule en bronze date de 1810 environ, et a appartenu à Ernst August, Prince de Hanovre. Sa technologie de « cercles tournants » est particulière. Elle permet la lecture des heures et des minutes à travers deux cercles différents, tournant à l’intérieur de l’urne.

### Maréchal Murat
D’une complexité étonnante, cette pendule combine, à travers ses quatre différents cadrans, l’affichage d’un calendrier complet indiquant les heures, les minutes, les secondes, le jour, la date, le mois et les phases lunaires. L’arrière de l’horloge permet d’observer l’ensemble du mouvement en action.
De nos jours, ces chefs-d’œuvre sont préservés dans les musées importants, tel le Louvre à Paris, le château de Versailles, le palais Pitti à Florence ou encore Monticello et la Maison-Blanche.

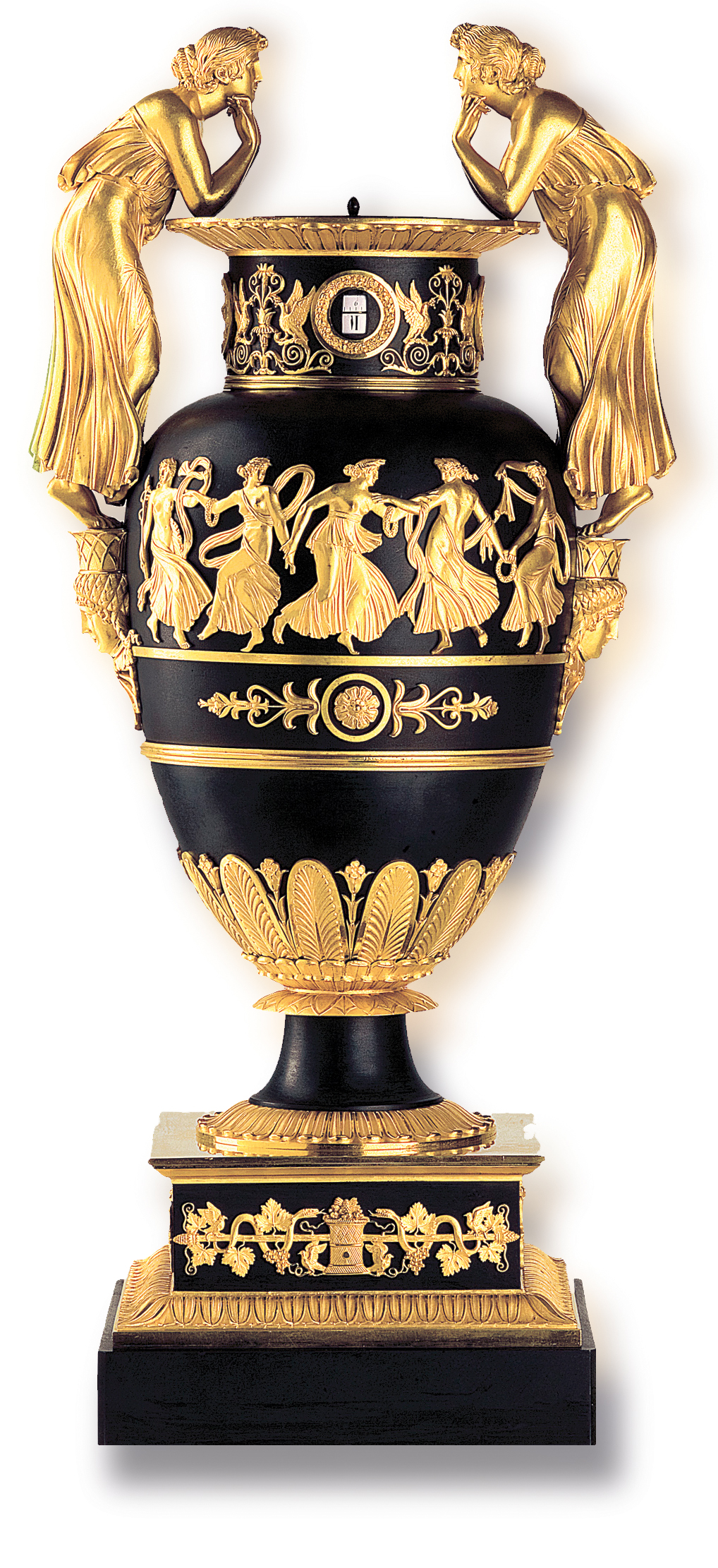
Horloge en forme d'urne en bronze « à cercles tournant » ayant appartenu à Ernst August, Prince de Hanovre.

## Les inventions

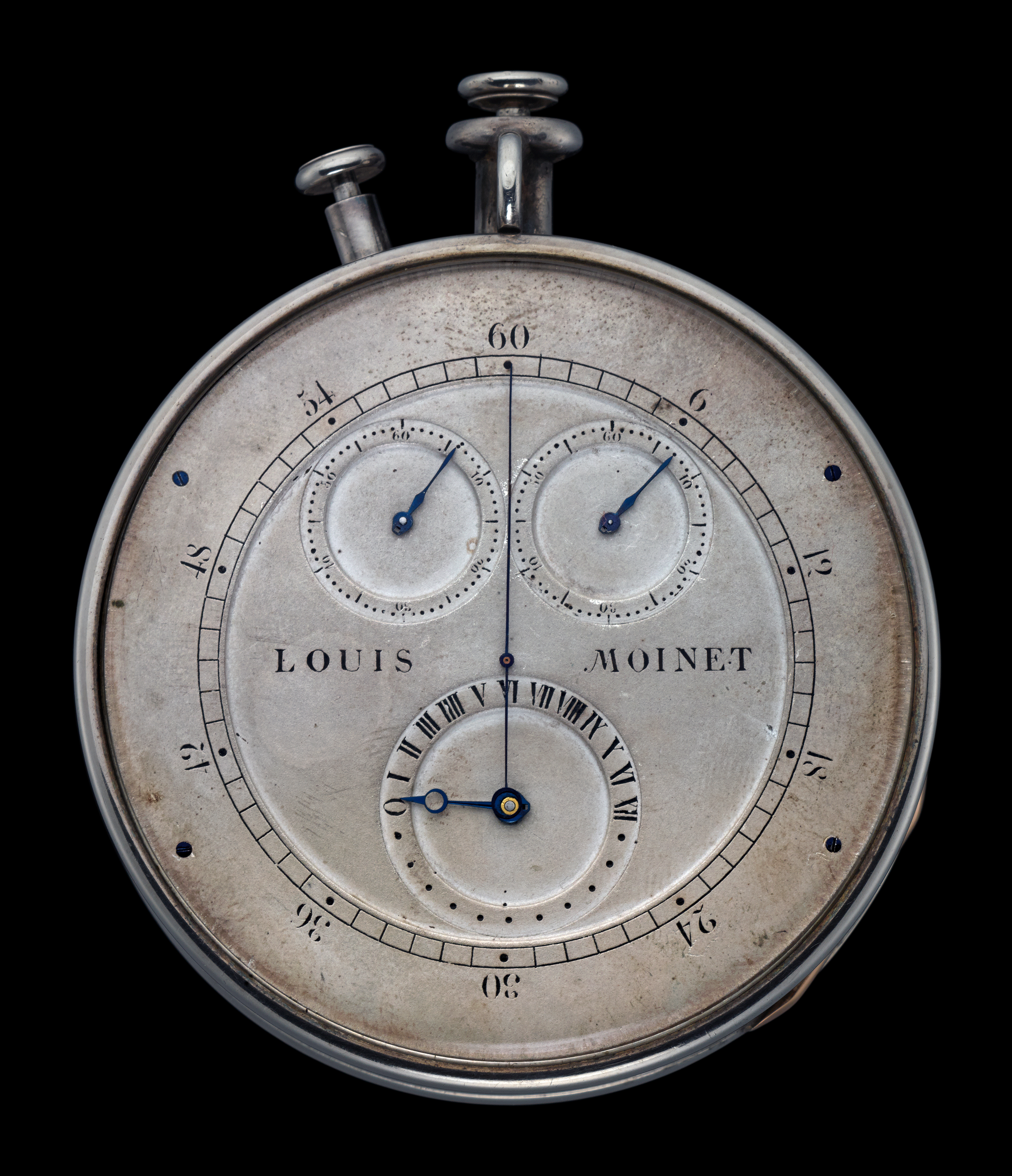
Image du premier chronographe jamais réalisé, appelé également « compteur de tierces » par son auteur, Louis Moinet. Les poinçons identifiés sur le fond du boîtier permettent d’affirmer qu’il a été entrepris en 1815 et terminé en 1816.

En tant qu'inventeur d’instruments de précision, Louis Moinet a pratiqué l’horlogerie marine, astronomique et civile. Ingénieux, il en améliore la technique, et devient l’auteur de plusieurs perfectionnements importants. Pour parfaire ses observations astronomiques, il invente un sensationnel instrument : un compteur en forme de montre, qui affiche les 60e de seconde, et qu’il dénomme « compte-tierce », car vers 1820 un "tiers" correspond à un 60e de seconde, d'où son nom. Ce magnifique bijoux de technicité fut réalisé par un horloger anglais bien connu des inventeurs français tels qu'Abraham-Louis Breguet, et malheureusement peu célébré : Frederick Louis Fatton,. Cet instrument possède donc une précision très supérieure et inégalée à l'époque, et encore très rarement attente pour une montre mécanique de nos jours : la majorité des montres mécaniques modernes bat à une fréquence comprise entre 3 et 5 Hz (soit 18 000 à 36 000 alt/h), alors que le balancier de ce compteur oscille à une fréquence de 30 Hz soit, à 216 000 alternances, par heure ! A titre de comparaison, il faudra attendre 1916 pour qu'un chronographe mécanique dépasse cette prouesse, et aille jusqu'à indiquer le 100e de seconde : le Mikrograph de la maison Heuer. Et de nos jours, les seules montres mécaniques qui dépassent ces records peuvent être comptées sur les doigts des mains... 
Enfin, pour qu'un tel outil puisse fonctionner correctement, sans perdre de précision à cause d'une utilisation prolongée, tous ses mobiles sont montés entre plaques de contre-pivot et son échappement composé d'une tuile polie en rubis est largement huilée, de sorte que les frottements soient limités au maximum.
Les produits de Louis Moinet ont été exposés lors de deux Expositions universelles. La première fois en 1851, à Londres. Fidèle à ses habitudes, Louis Moinet y présente un chronomètre donnant plusieurs indications inédites, dont le quantième annuel et les jours de la semaine. Puis à Paris, en 1900, où la pendule Napoléon est exposée.
L’œuvre de Louis Moinet compte également la création de montres à réveil, de régulateurs et de montres astronomiques. Inventeur de concepts inédits, il élabore des mécanismes étonnants. Il s’agit par exemple de différents calibres de montres de poche d’une distribution particulière (l’ensemble des engrenages est établi avec un pignon de 12). De plus, il invente un ressort de barillet denté qui améliore la marche de la montre. Un ressort qu’il décrit poétiquement de couleur « rouge cerise demi-mûre » lorsqu’il est passé au fourneau. Il met également au point un nouveau coq, qui facilite le remontage. Fruit d’inlassables efforts, il établit une construction dont le but est de mouvoir le piton du spiral pour équilibrer l’échappement, sans devoir rien démonter. Enfin, il fend, arrondi et termine à la main les rouages de ses horloges marines, pour en assurer l’exactitude, et selon les principes de calculs qu’il expose dans son Traité d’horlogerie.
Amateur d’excellence d’une grande modestie, l’ambition de Louis Moinet est l’avancement de son art plutôt que l’avantage commercial. C’est ainsi qu’il partage librement ses idées ingénieuses avec les autres horlogers de l’époque.

## Traité d’horlogerie

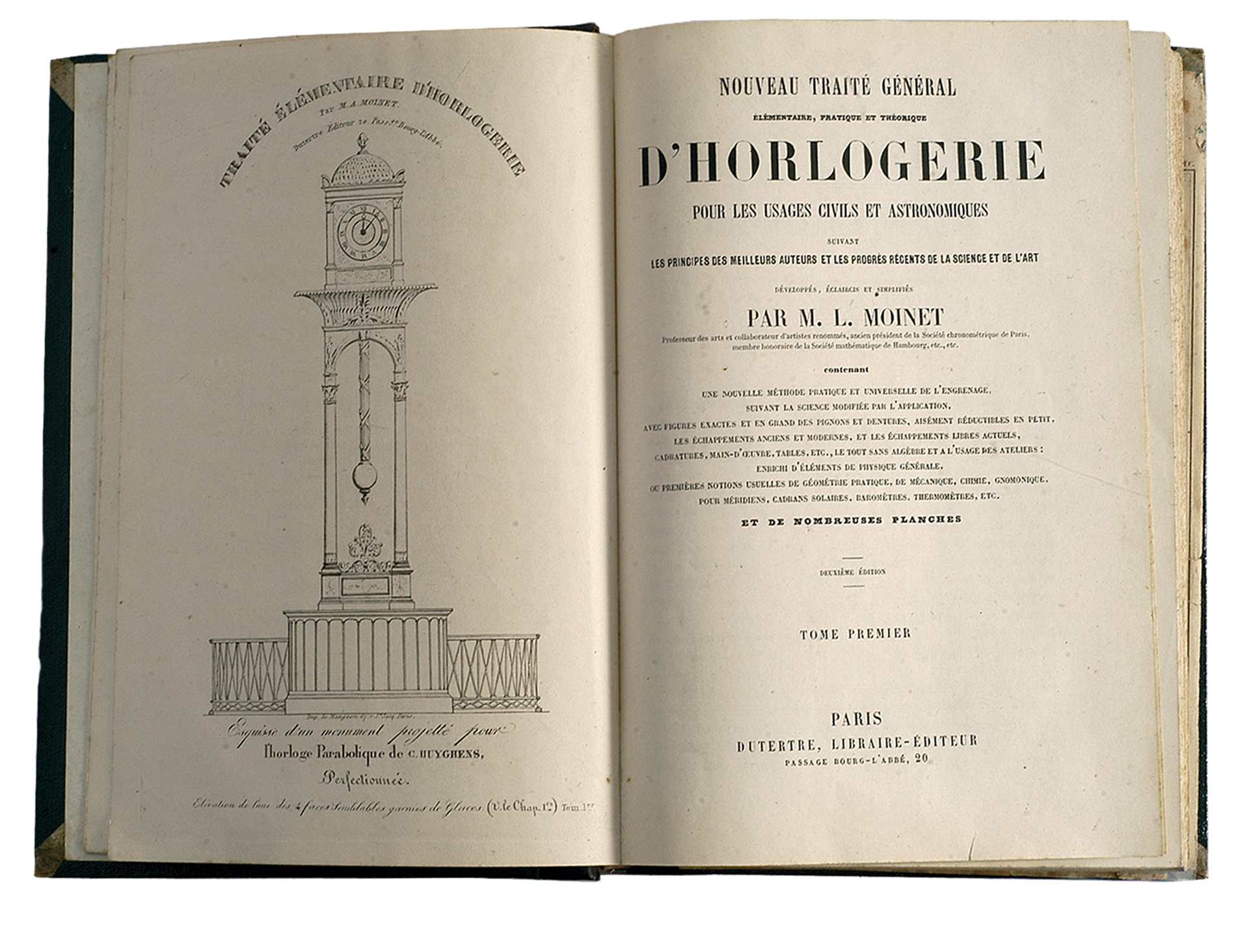
Premières pages du Traité d'horlogerie écrit par Louis Moinet.

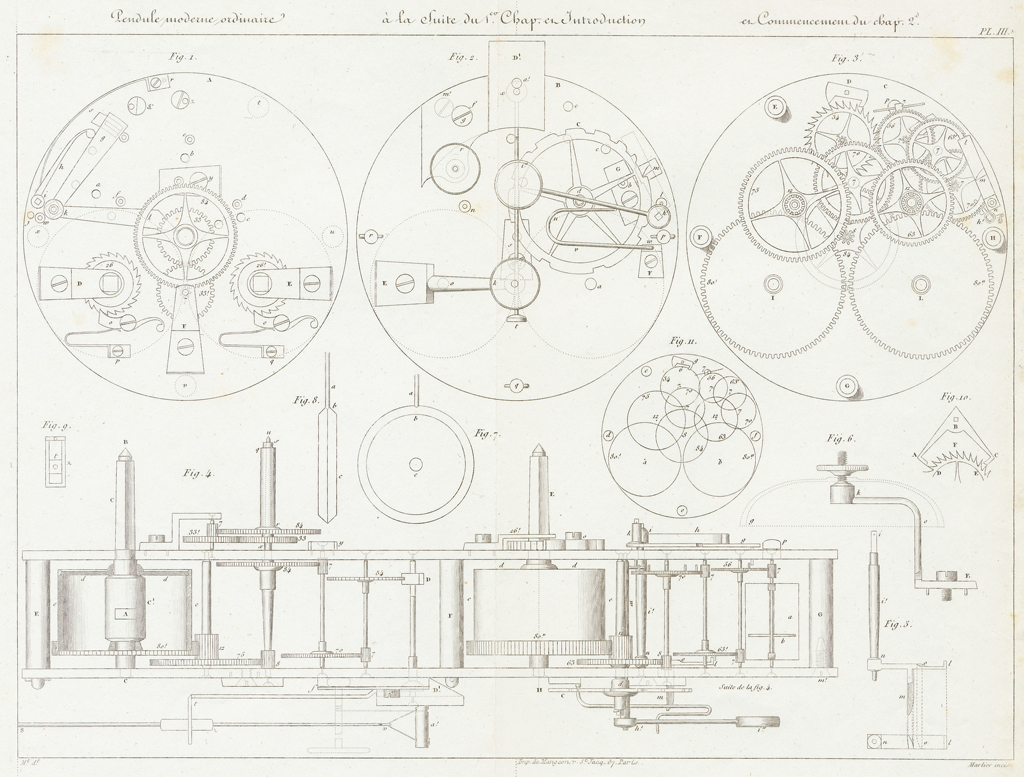
Planche du Traité d'horlogerie -
"Pendule moderne ordinaire".

Louis Moinet est notamment célèbre pour son fameux Traité d’horlogerie, publié en 1848, qui a la réputation d’être le plus beau livre d’horlogerie de son siècle. Il y décrit les meilleures techniques horlogères, et a été apprécié des grands horlogers de l’époque, tels Frodsham, Perrelet, Saunier et Winnerl, ainsi que de plusieurs savants et amateurs, comme son altesse Alexandre, prince d’Orange, qui figurent tous parmi les nombreux souscripteurs. La diffusion de cet ouvrage réédité à trois reprises s’est étendue jusqu’à la Russie.
Louis Moinet a consacré vingt ans de sa vie à la rédaction de cet ouvrage en deux tomes, qui reste très recherché de nos jours. Il contient notamment une méthode pratique et universelle de l’engrenage suivant la science modifiée par l’application.
L’œuvre de Louis Moinet a consisté à animer, à donner la vie à la matière. Il a été reconnu par ses pairs comme un homme de cœur et d’esprit, et est décédé à Paris, le 21 mai 1853, à l’âge de 85 ans.

## Hommage
Une ruelle du centre-ville de Bourges, l'impasse Louis-Moinet, porte son nom depuis juin 2018.